# 有利集團

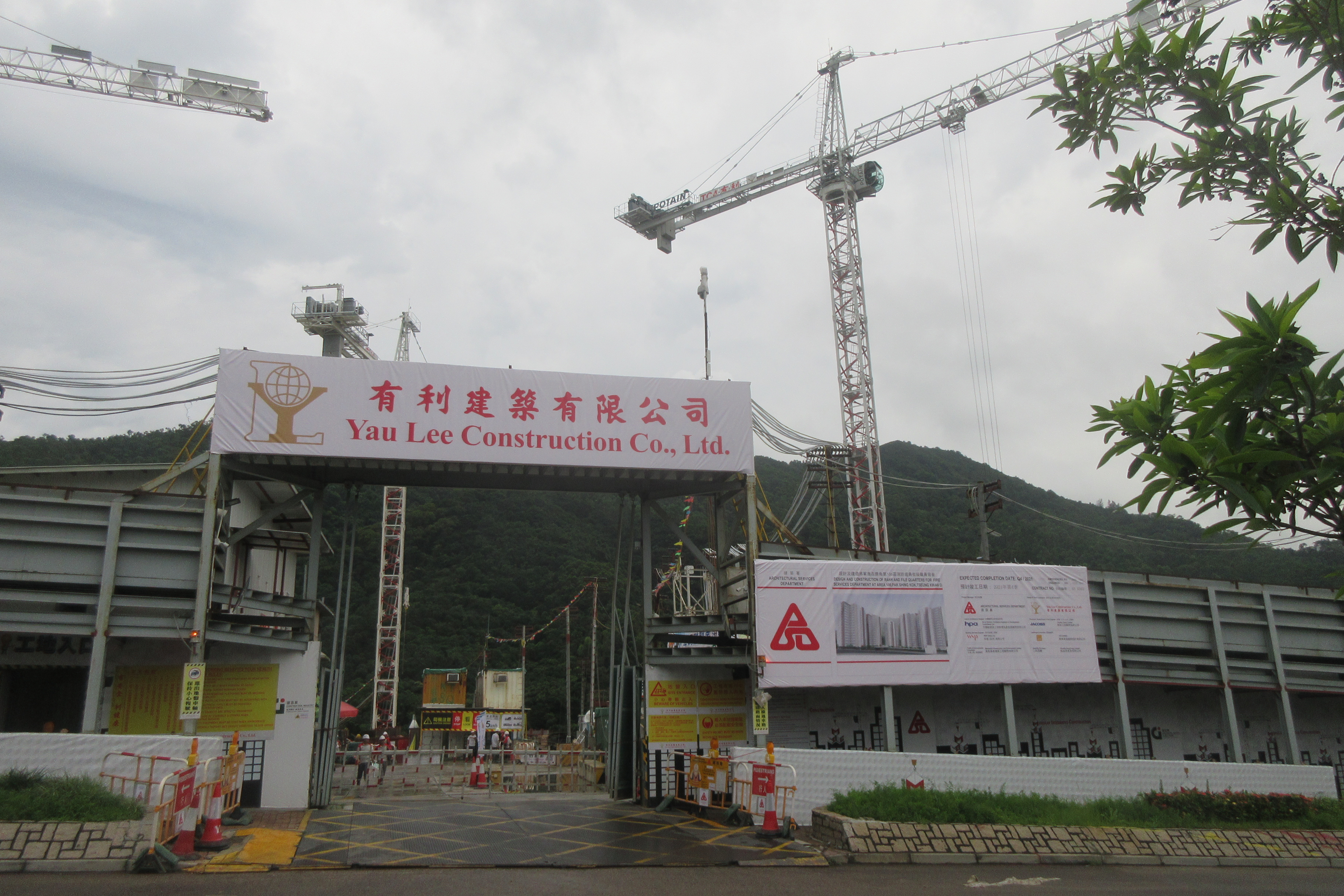
由有利集團承建的百勝角消防宿舍工地

有利集團有限公司（英語：Yau Lee Holdings Limited，港交所：0406），簡稱有利集團，於1958年由黃業強（董事會主席）創立，現時經營建築屋宇、地產發展等行業。其股份自1991年在香港交易所主板上市。總部位於香港九龍九龍灣宏照道38號常悅道9號企業廣場1座10樓。業務地區包括香港、新加坡、澳門及中國等。有利是香港少數仍在大型項目中，仍然採用現場磨製混凝土的承建商。

## 承建項目

### 公屋及資助出售房屋
- 建生邨一期
- 耀安邨一期（接手續建）
- 東頭邨重建三及四期
- 彩霞邨
- 富亨邨三期頌雅苑
- 運頭塘邨一期（包括逸雅苑）及景雅苑
- 天耀邨一期
- 頌明苑
- 耀東邨三及四期
- 麗安邨
- 石蔭東邨
- 悅海華庭
- 葵賢苑
- 景盛苑

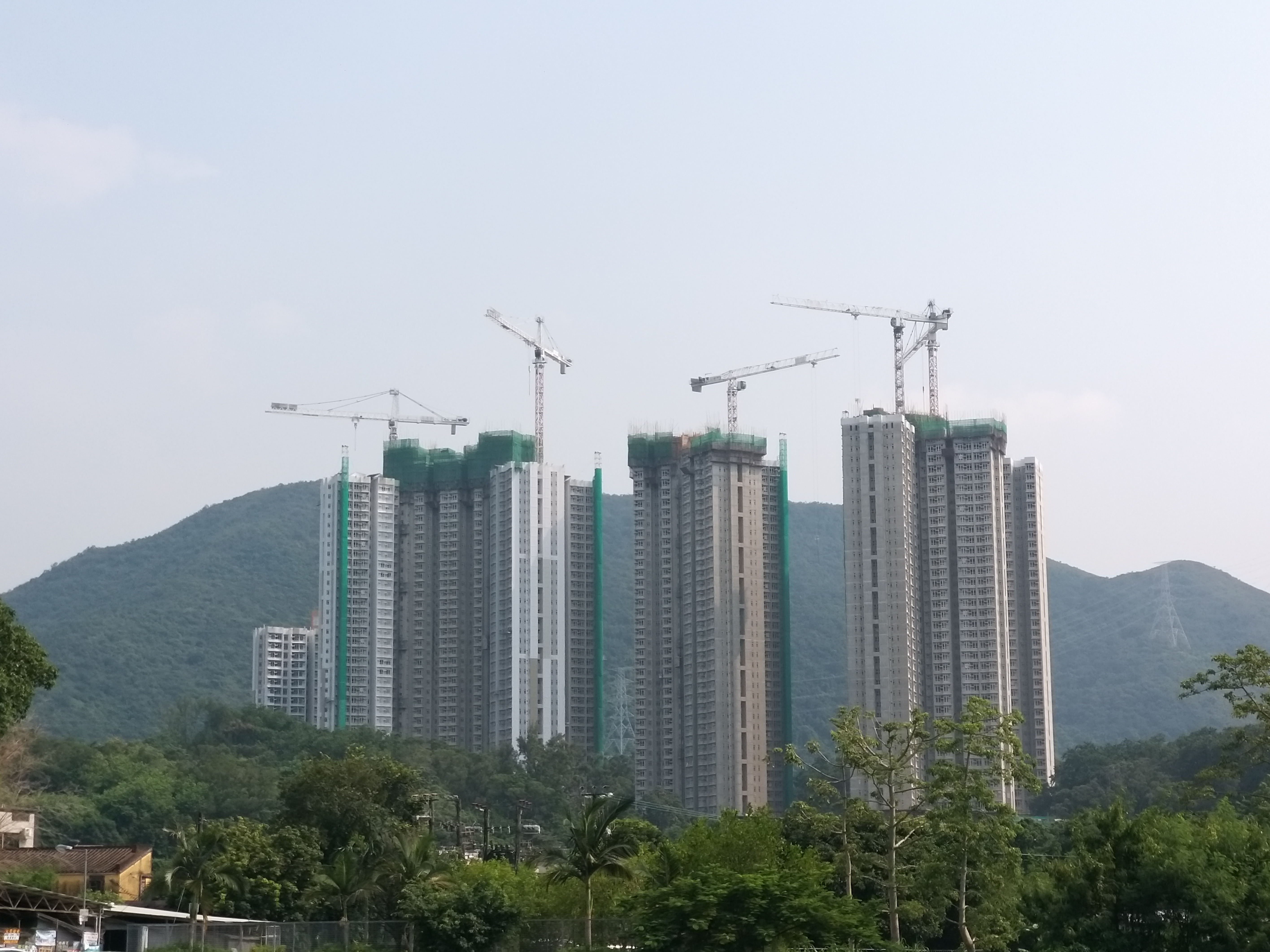
由有利集團承建的山麗苑

- 慈安邨一期慈雲山中心、慈安苑安康閣及慈樂邨樂安樓
- 彩峰苑
- 唐明苑
- 雍盛苑
- 馬坑邨二期
- 富昌邨
- 寶達邨四期
- 健明邨二期
- 逸東邨（東涌31區二、三及五期）
- 天富苑聚富閣（補救工程）
- 葵涌邨重建三期
- 清河邨一期（接手續建）
- 欣安邨
- 元州邨重建二及四期
- 石硤尾邨重建二期
- 彩福邨一期
- 德朗邨
- 祥龍圍邨
- 牛頭角下邨重建一期
- 綠悠雅苑
- 華廈邨（改建工程）
- 洪福邨三期
- 安泰邨A、B地盤
- 安達邨E地盤
- 暉明邨
- 海達邨及凱德苑
- 山麗苑
- 大磡村三期啟翔苑
- 翔東邨（其中一座為首座採用「組裝合成」方式興建的公屋樓宇）
- 安楹苑
- 朗天苑
- 古雋邨1A、B期
- 鳳凰嶺邨一期
- 菁田邨二期及屯門54區5號用地居屋（設計及建造）
- 東涌114及117區（設計及建造）
- 石籬邨重建五、六期
- 粉嶺48區公屋（設計及建造）
- 橫洲B號地盤居屋

### 政府及公共設施
- 僑港伍氏宗親會伍時暢紀念學校及屯門天主教中學（綑綁於建生邨一期合約）
- 聖公會陳融中學及佛教大光慈航中學
- 元朗公立中學校友會小學、伯特利中學及釋慧文中學
- 重置保良局總理聯誼會丁未小學（綑綁於運頭塘邨一期合約）
- 伊利沙伯中學舊生會小學（綑綁於天耀邨一期合約）
- 勵志會梁李秀娛紀念小學（綑綁於耀東邨四期合約）
- 屯門女童院既有部分（已擴建為屯門兒童及青少年院）
- 長沙灣副食品批發市場
- 青馬收費廣場
- 香港國際機場控制塔
- 優才（楊殷有娣）書院（綑綁於健明邨二期合約）
- 東涌天主教學校小學部（綑綁於逸東邨五期合約）
- 堅尼地城社區綜合大樓
- 科學園二期B區
- 羅湖懲教所重建
- 百和路社區健康中心及社會服務大樓
- 五旬節聖潔會永光小學
- 柴灣政府車房

### 政府宿舍
- 上水紀律部隊宿舍A及B座
- 觀塘紀律部隊宿舍
- 百勝角消防處紀律部隊宿舍（首次採用「組裝合成」全預製組件技術）

### 其他
- 濱海灣金沙

## 自行發展物業
- 香港蘇豪智選假日酒店
- 土瓜灣利·港灣18
- 大角咀利·晴灣23（與市建局合作）

## 交樓質素欠佳
2015年12月，剛入伙的土瓜灣新樓「利·港灣18」於平安夜前後兩日內發生三宗住客被困升降機事件，一批業主12月28日到發展商有利集團寫字樓抗議交涉，要求對方確保升降機安全，延長維修保養期，有利集團則回應指已即時責成供應商星瑪電梯詳細檢查升降機運作，並稱星瑪為機電工程署認可，有專業責任確保安全運作，發展商會密切監督承辦商維修保養工作，惟業主黃先生從網上發現星瑪電梯的評價屬沒有星的級別。有大學工程師估計，可能是升降機聰明卡的智能系統未調校好造成故障，認為兩日三宗困電梯不可接受。業主亦發現升降機上落搖擺不定，包括突然從15樓下墜至13樓兼無法開門被困，如同「跳樓機」，住客透過升降機內對講機通知管理員，一內一外強行把門打開，冒險爬出逃生；另一住戶從18樓乘升降機到3樓會所，共乘的管業處職員按鈕到5樓，升降機降到12樓時電路板燈號全部熄滅，要用八達通的智能聰明卡拍卡重新啟動，升降機降至5樓時門又不能打開，管業處職員再拍卡門才打開。業主曾小姐獨自乘升降機至3樓時門又沒打開，升降機發出巨響後急速直落地下大堂，「當時感到有拉力，感覺好驚！」翌日地產代理帶準租客參觀單位後，升降機到3樓時門又沒打開，嚇走她的租客。另外，利·港灣18發售時呎價逾2萬港元，但業主收樓後發現，裝修質料不符豪宅身價。捲入鉛水事件漩渦的發展商有利集團發表聲明，反駁從沒有在興建和售賣此物業時標示利·港灣18是豪宅，物業完全根據屋宇署及其他法定的標準興建，並按照售樓說明書的規格完成內部裝修。登門到有利集團抗議的業主，12月28日帶記者回到自置物業，當中有人以高達660至800萬元購入中高層細小海景單位。業主黃先生入伙後發現，升降機大堂仿雲石的牆壁，懷疑只是膠膜，而天花冷氣槽只用錫紙包裹。另有業主指購置的單位千瘡百孔，要找發展商執漏。有利集團於2015年的負面新聞較多，2015年爆發的公屋食水含鉛超標事件，11個被驗出食水含鉛超標的屋邨當中，總承建商有利建築獨佔其六。為釋除住客疑慮，利·港灣18大堂貼出抽樣化驗通告，指該住宅樓盤沒有鉛水問題。部份利．港灣18業主指大廈大堂太小，未能反映豪宅身價，亦不能接受浴室器具使用平價品牌。

## 連結
- YauLee.com （页面存档备份，存于）